# Polycaena kansuensis
Polycaena kansuensis är en fjärilsart som beskrevs av Nordström 1935. Polycaena kansuensis ingår i släktet Polycaena, och familjen Riodinidae. Inga underarter finns listade i Catalogue of Life.